# Llano, Texas
Llano [ˈlænoʊ] är administrativ huvudort i Llano County i Texas.  Enligt 2010 års folkräkning hade Llano 3 232 invånare.